# Ruinele bisericii „Sf. Nicolae” din Albeni
Ruinele bisericii „Sf. Nicolae” din Albeni este un monument istoric aflat pe teritoriul satului Albeni, comuna Albeni. În Repertoriul Arheologic Național, monumentul apare cu codul 78481.

## Imagini

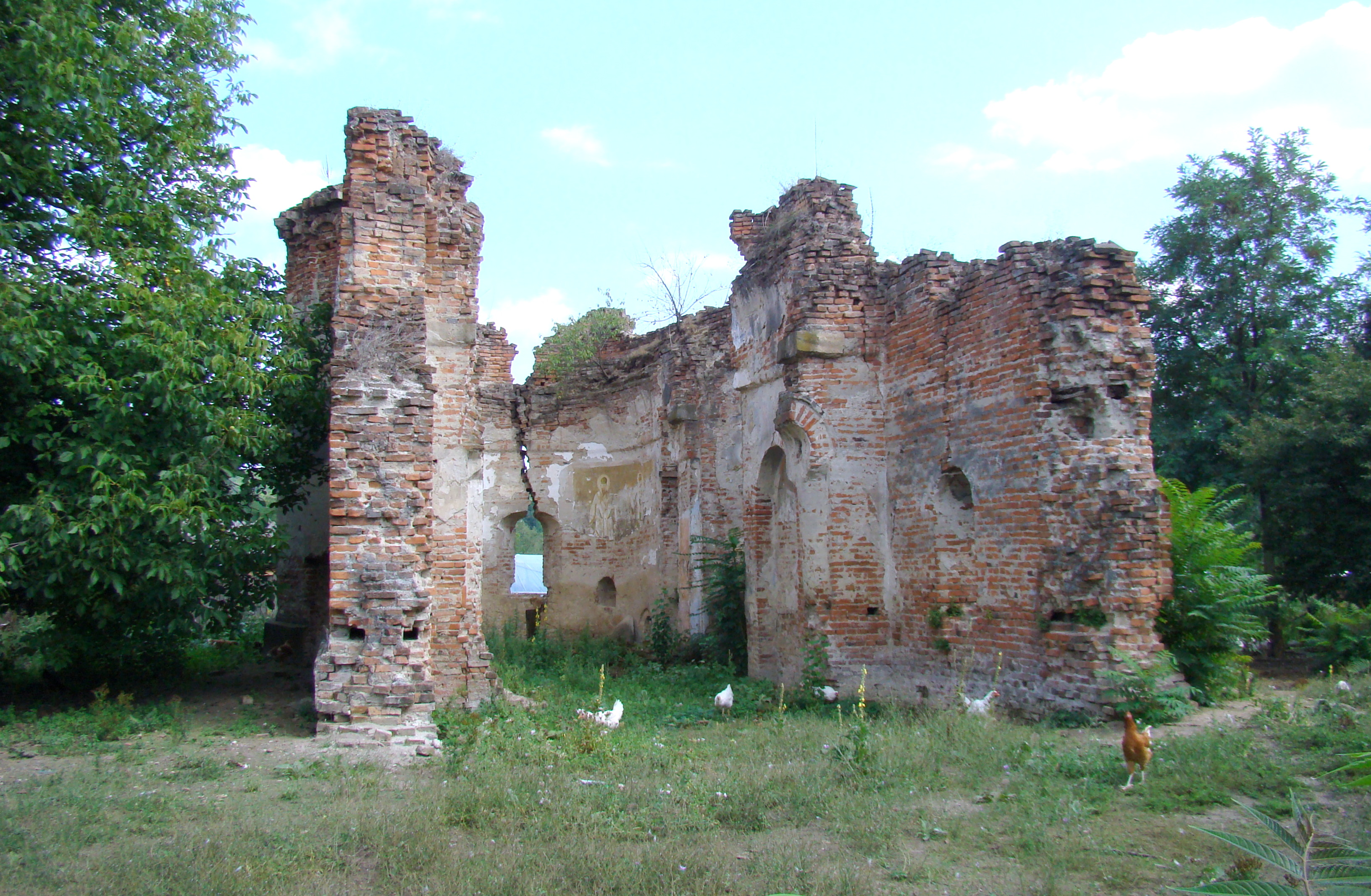
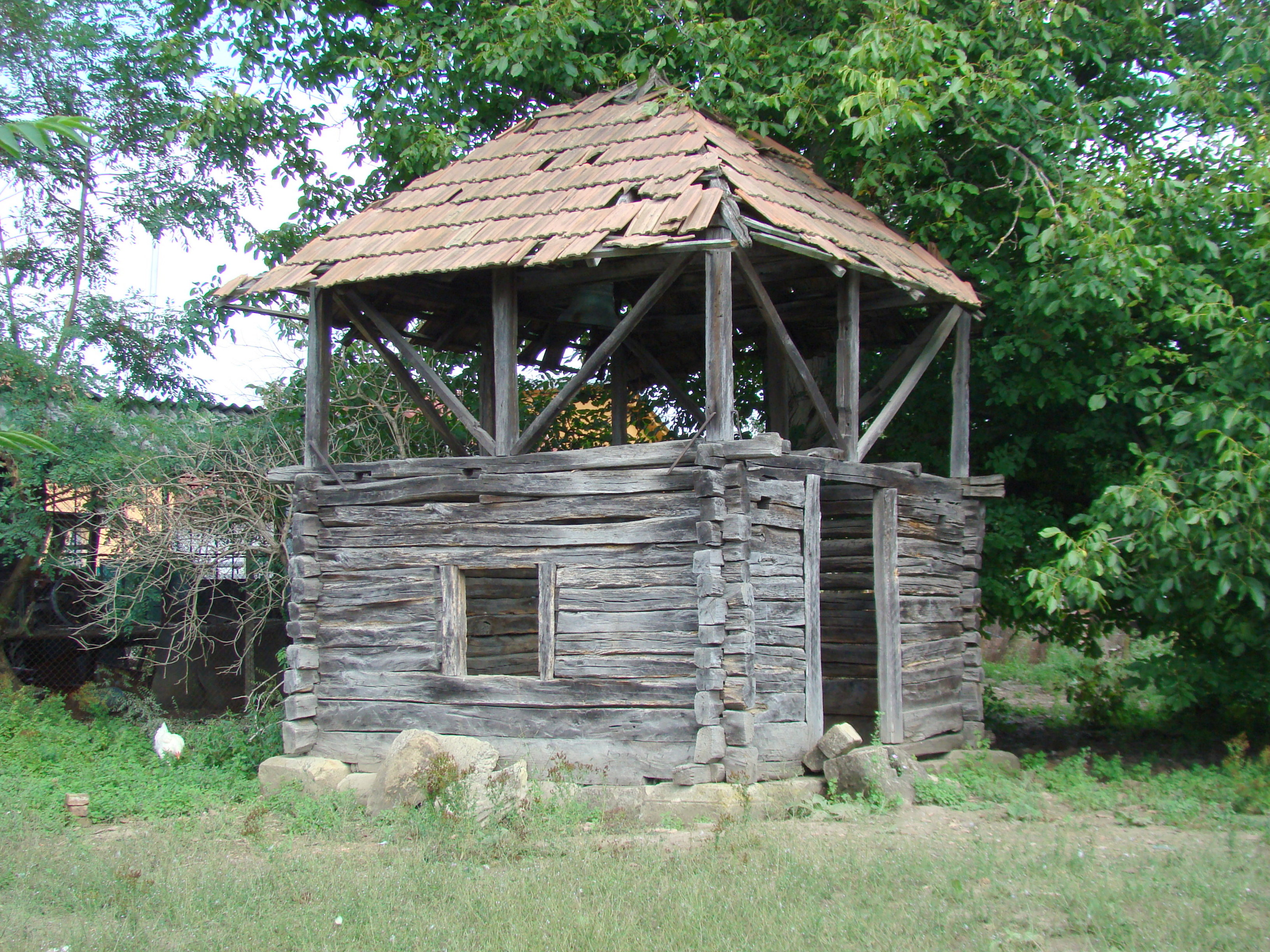
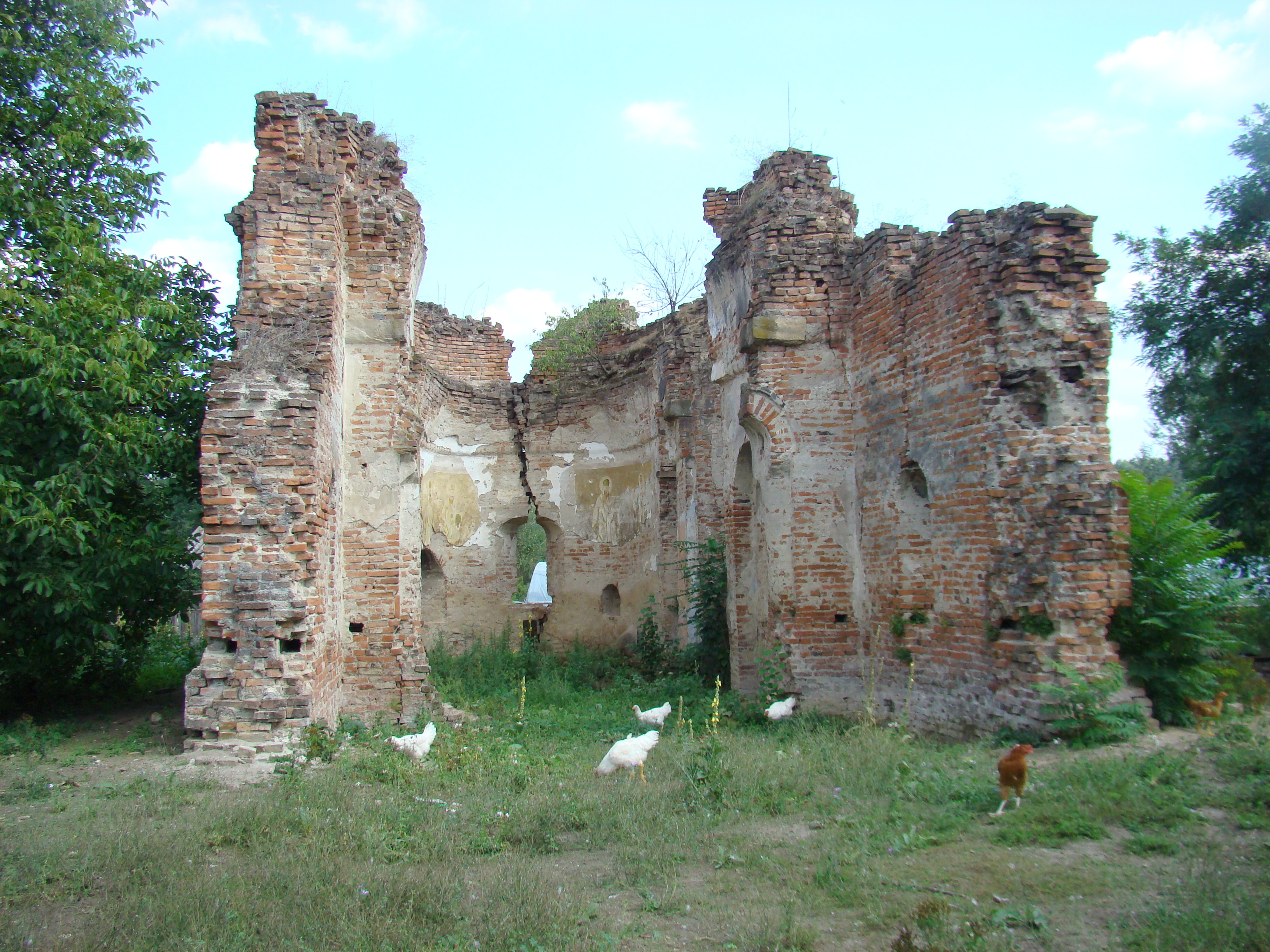
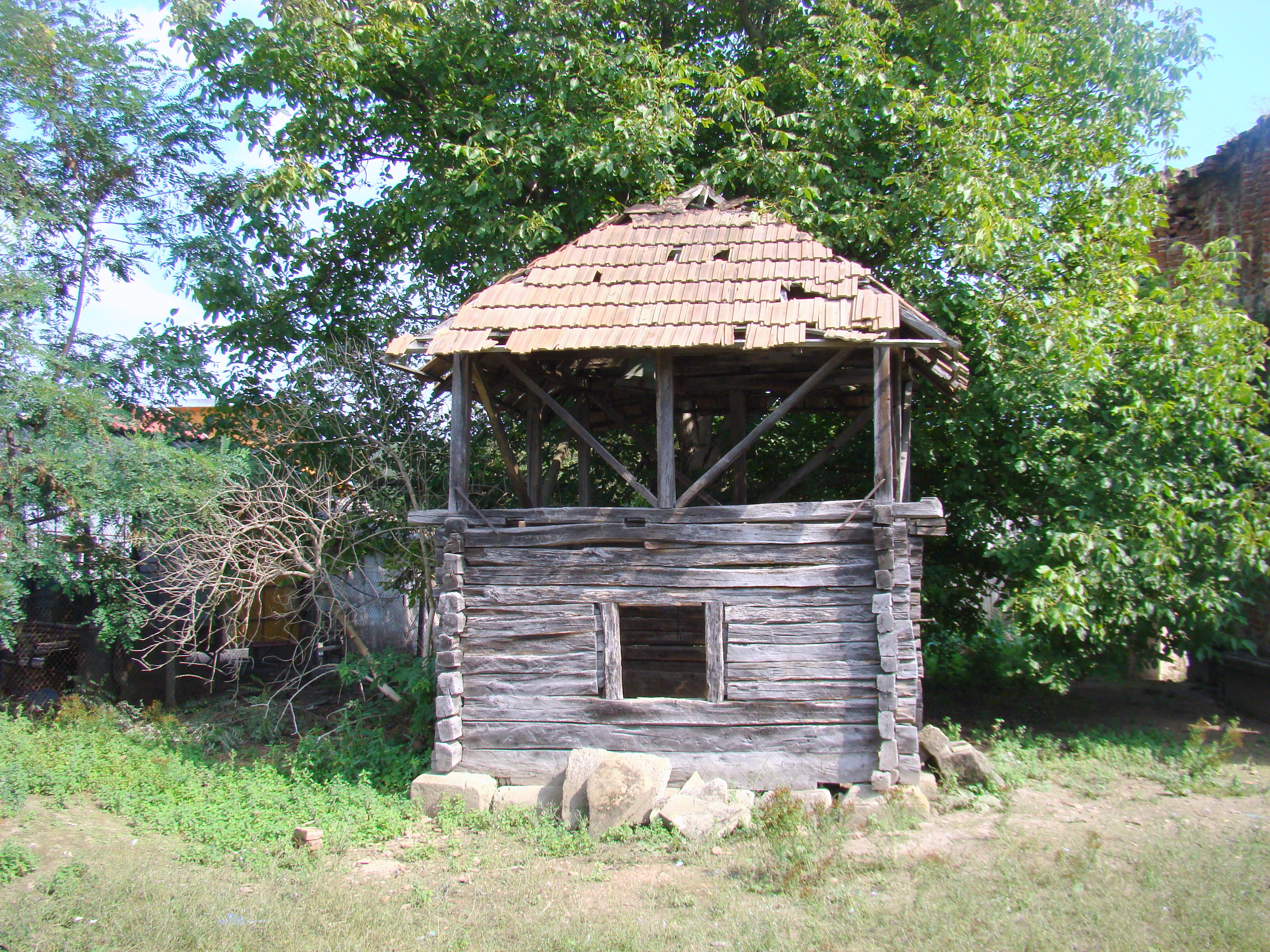